# Йохан III фон Верденберг-Зарганс
Йохан III (IV) фон Верденберг-Зарганс (на немски: Johann III (IV) von Werdenberg-Sargans; * пр. 1416; † 26 или 27 април 1465) от род Верденберги е граф на Верденберг-Зарганс в днешна Швейцария.

## Биография
Произлиза от рода на пфалцграфовете на Тюбинген. Той е син на граф Еберхард II фон Верденберг-Зарганс-Трохтелфинген († 26 август 1416) и Анна фон Цимерн († 1 март 1445), дъщеря на фрайхер Йохан II фон Цимерн († 1441) и Кунигунда фон Верденберг († 1431). Внук е на граф Хайнрих V (VII) фон Верденберг-Зарганс († 1397) († 1397) и принцеса Агнес фон Тек († 1386). Сестра му Агнес († 1474) е омъжена 1422 г. за граф Лудвиг XII фон Йотинген († 1440) и 1446 г. за Вилхелм IV шенк фон Шенкенщайн-Хоенберг († 1468).
Йохан III фон Верденберг заедно с брат си Еберхард III († 1450) е възпитаван в двора на граф Лудвиг фон Вюртемберг. Там той се запознава с графиня Елизабет фон Вюртемберг.
Йохан III фон Верденберг умира на 26 април 1465 г. и е погребан в църквата „Св. Мартин“ в Трохтелфинген. През 1459 г. той оставя графството Хайлигенберг на най-големия си син Георг, чиито синове наследяват по-късно също Зигмаринген и Феринген, но ок. 1534 г. фамилията измира по мъжка линия.

## Фамилия
Йохан III фон Верденберг-Зарганс се жени тайно пр. 2 август 1428 г. за графиня Елизабет фон Вюртемберг († 1476), дъщеря на граф Еберхард III фон Вюртемберг и втората му съпруга Елизабет от Хоенцолерн-Нюрнберг. Бракът му е официално признат на 27 април 1430 г. Те имат децата:
- Георг III (* ок. 1430, † 12 февруари 1500), граф на Верденберг-Зарганс, сгоден на 15 февруари 1464 г. в Пфорцхайм, женен пр. 19 май 1464 г. за маркграфиня Катарина фон Баден (* 15 януари 1449, † пр. 8 май 1484)
- Йохан II (IV) (* ок. 1430, † 23 февруари 1486 във Франкфурт на Майн), епископ на Аугсбург (1469 – 1486)
- Хуго XI (VII) (* ок. 1440, † 6 август 1508), граф на Верденберг-Зигмаринген, съветник на император Фридрих III и Максимилиан I
- Рудолф († 1 декември 1503/25 май 1506), велик приор на немския Йоанитски орден (1481 – 1505), байлиф на Бранденбург
- Габриел, умира млад
- Лудвиг, умира млад
- Марта († 1483/ 1484), омъжена пр. 29 декември 1467 г. за Никлас (Николаус) фон Абенсберг (* 2 юли 1441, † 28 февруари 1485)
- Хайнрих († 23 март 1505 в Страсбург), каноник в Св. Томас в Страсбург
- Елизабет († 1467), омъжена ок. 1 юни 1455 г. за граф Хуго XIII (XI) фон Монфор-Ротенфелс-Арген-Васербург († ок. 16 октомври 1491), син на Вилхелм IV фон Монфор-Тетнанг († 1439) и Кунигунда фон Верденберг († 1443)
- Улрих († 17 юли 1503), господар на Хайлигенберг и Файхинген, неженен
- Еберхард, умира млад
- Кунигунда († сл. 1467)
- Анна († сл. 20 май 1497), абатиса на Бухау (1497)
- Доротея († сл. 1524), монахиня в Пфорцхайм
- Агнес (* 1434, † 13 декември 1467 в замък Хоенцолерн, Прусия), сгодена на 16 декември 1445 г., омъжена на 14 декември 1448 г. в Зигмаринген за граф Йобст Николаус I фон Хоенцолерн (* 1433, † 9 февруари 1488), майка на Фридрих II фон Цолерн, епископ на Аугсбург
- Маргарета (* 1436/1437, † 1496), абатиса на Бухау (1449 – 1496)